# Challenger de Buenos Aires

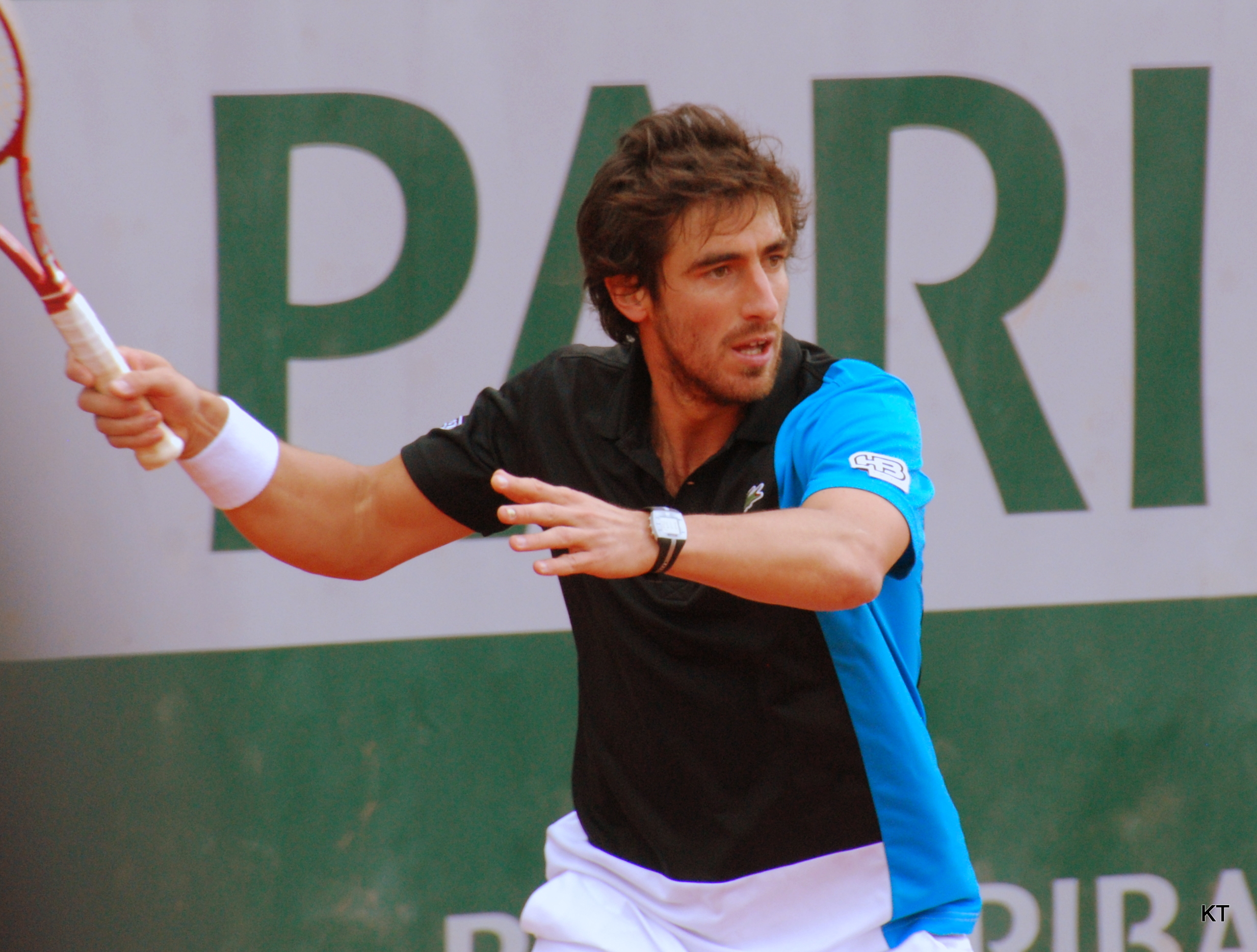
El uruguayo Pablo Cuevas fue el primer extranjero en ganar el torneo. Lo hizo en 2013 derrotando a Facundo Argüello en la final

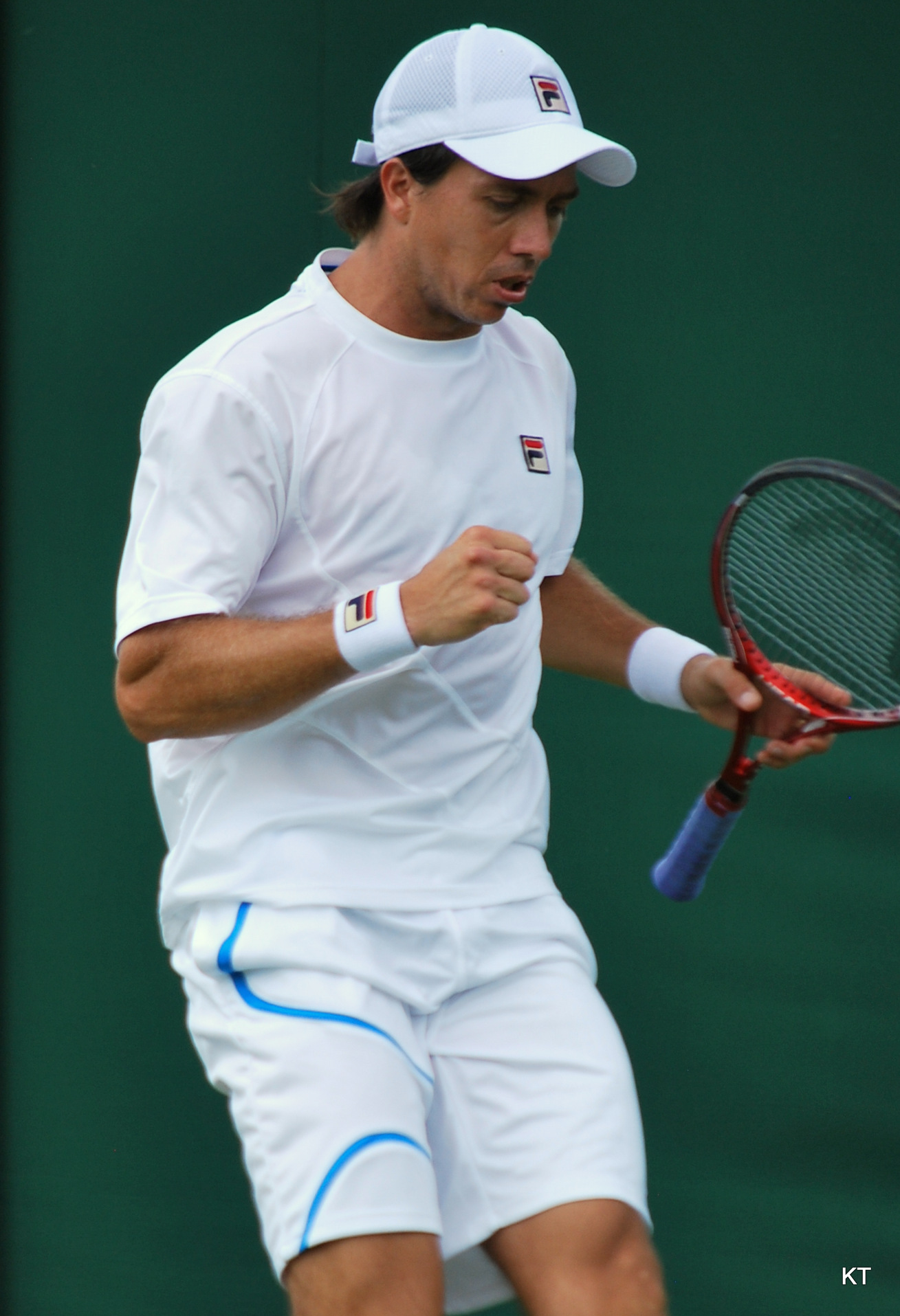
El argentino Carlos Berlocq es el tenista más exitoso en la historia del torneo. Conquistó el título en individuales en 2011 y el de dobles en 2010 y 2011.

El YPF Buenos Aires Challenger   (anteriormente llamada Copa Topper y Copa Fila por razones de patrocinio) es un torneo profesional de tenis. Pertenece al ATP Challenger Tour. Se juega desde el año 2010 sobre superficie de tierra batida, en Buenos Aires, Argentina.

## Palmarés

### Individuales
| Año  | Campeón               | Finalista            | Resultado       |
| ---- | --------------------- | -------------------- | --------------- |
| 2010 | Diego Junqueira       | Juan Pablo Brzezicki | 6-2, 6-1        |
| 2011 | Carlos Berlocq        | Gastão Elias         | 6-1, 7-63       |
| 2012 | Diego Schwartzman     | Guillaume Rufin      | 6-1, 7-5        |
| 2013 | Pablo Cuevas          | Facundo Argüello     | 7-66, 2-6, 6-4  |
| 2014 | No realizado          | No realizado         | No realizado    |
| 2015 | Kyle Edmund           | Carlos Berlocq       | 6–0, 6–4        |
| 2016 | Renzo Olivo           | Leonardo Mayer       | 2-6, 7-63, 7-63 |
| 2017 | Nicolás Kicker        | Horacio Zeballos     | 6-75, 6-0, 7-5  |
| 2018 | Pablo Andújar         | Pedro Cachín         | 6-3, 6-1        |
| 2019 | Sumit Nagal           | Facundo Bagnis       | 6-4, 6-2        |
| 2020 | No realizado          | No realizado         | No realizado    |
| 2021 | Sebastián Báez        | Thiago Monteiro      | 6-4, 6-0        |
| 2022 | Juan Manuel Cerúndolo | Camilo Ugo Carabelli | 6-4, 2-6, 7-5   |
| 2023 | Mariano Navone        | Federico Coria       | 2-6, 6-3, 6-4   |

### Dobles
| Año  | Campeones                                       | Finalistas                                           | Resultado         |
| ---- | ----------------------------------------------- | ---------------------------------------------------- | ----------------- |
| 2010 | Carlos Berlocq (1) Brian Dabul                  | Andrés Molteni Guido Pella                           | 7–64, 6–3         |
| 2011 | Carlos Berlocq (2) Eduardo Schwank              | Marcel Felder Jaroslav Pospíšil                      | 67–7, 6–4, [10–7] |
| 2012 | Martín Alund Horacio Zeballos (1)               | Facundo Argüello Agustín Velotti                     | 7–66, 6–2         |
| 2013 | Máximo González Diego Schwartzman               | Rogério Dutra da Silva André Ghem                    | 6–3, 7–5          |
| 2014 | No realizado                                    | No realizado                                         | No realizado      |
| 2015 | Julio Peralta (1) Horacio Zeballos (2)          | Guido Andreozzi Lucas Arnold Ker                     | 6–2, 7–5          |
| 2016 | Julio Peralta (2) Horacio Zeballos (3)          | Sergio Galdós Fernando Romboli                       | 7–65, 7–61        |
| 2017 | Ariel Behar Fabiano de Paula                    | Máximo González Fabrício Neis                        | 7–63, 5–7, [10–8] |
| 2018 | Guido Andreozzi (1) Guillermo Durán             | Marcelo Demoliner Andrés Molteni                     | 6–4, 4–6, [10–3]  |
| 2019 | Guido Andreozzi (2) Andrés Molteni              | Hugo Dellien Federico Zeballos                       | 6–73, 6–2, [10–1] |
| 2020 | No realizado                                    | No realizado                                         | No realizado      |
| 2021 | Luciano Darderi Juan Bautista Torres            | Hernán Casanova Santiago Rodríguez Taverna           | 7–65, 7–610       |
| 2022 | Arklon Huertas del Pino Conner Huertas del Pino | Matías Franco Descotte Alejo Lorenzo Lingua Lavallén | 7–5, 4–6, [11–9]  |
| 2023 | Diego Hidalgo Cristian Rodríguez                | Fernando Romboli Marcelo Zormann                     | 6–3, 6–2          |